# Carlos Henrique de Brito Cruz
Carlos Henrique de Brito Cruz, né à Rio de Janeiro le 19 juillet 1956, est un physicien brésilien, membre de l'Académie brésilienne des sciences. Il est le directeur scientifique de la fondation de la recherche de São Paulo (FAPESP), et  professeur d'électronique quantique à l'institut Gleb Wataghin de Physique à l'Université d'État de Campinas (UNICAMP). Brito Cruz effectue des recherches, dans lesquelles il utilise des lasers femtosecondes pour l'étude des phénomènes ultra-rapides,.

## Éducation
Brito Cruz a commencé ses études en génie électrique à l'Instituto Tecnológico da l'Aéronautique (ITA) en 1974 et a reçu son diplôme en 1978. Il a obtenu un master de physique en 1980 et un doctorat de physique en 1983, à l'institut Gleb Wataghin de physique à l'université d'État de Campinas (UNICAMP),,.

## Carrière
En 1981-1982, il a été chercheur au laboratoire d'optique quantique de l'institut italo-latino américain de l'université de Rome. Il a été nommé “Professeur MS4” en physique, à l'UNICAMP en 1986. En 1986-1987, il a été chercheur aux AT&T Bell Laboratories à Holmdel, New Jersey. En 1989, il a été nommé “Professeur MS5” en physique, à l'UNICAMP.
En 1989, il a été professeur invité à Paris au Laboratoire de physique des solides de l'université Pierre-et-Marie-Curie (UPMC) ; en 1990, il a été chercheur aux AT&T Bell Laboratories à Murray Hill, New Jersey. En 1994, il a été promu professeur MS6” à UNICAMP, et continue de détenir ce titre.
Il a été directeur de l'Institut de physique à l'UNICAMP, de 1991 à 1994 et de 1998 à aujourd'hui. Il a été doyen de la recherche à l'UNICAMP, de 1994 à 1998, et d'avril 2002 à avril 2005, il fut recteur de l'UNICAMP.
Il est membre du Conseil Supérieur de la FAPESP, a été son président à deux reprises (1996-98 et 1998-2000), et, depuis avril 2005, il a été son Directeur Scientifique. la FAPESP est une fondation qui est financée par l'État de São Paulo et qui est l'un des leaders sur le marché brésilien des agences de financement de la recherche scientifique. À la FAPESP il supervise l'examen de 18 000 propositions de recherche chaque année. Sous sa direction, la FAPESP a pris en charge la recherche dans toutes les disciplines scientifiques et organisé des programmes spéciaux dans les Bioénergies et le Changement Climatique Mondial.
Brito Cruz et son équipe ont montré que des impulsions lumineuses d'une duré de seulement 6 femtosecondes, c'est-à-dire seulement trois cycles du champ électrique, pouvaient être produites par compensation de la dispersion d'indice d'ordre trois. Ces impulsions courtes, ont permis des études dans la bactériorhodopsine, des colorants organiques, et des films semi-conducteurs.”

## Autres activités professionnelles
De 1995 à 1999, il a été vice-président de la Société brésilienne de physique (SBF); il a été rédacteur en chef de la revue Revista Brasileira de Física e Aplicada Instrumentação. Il a également été coordonnateur ou directeur de plusieurs événements parrainés par le Centre International de Physique Théorique (CIPT) de Trieste et a été membre du Comité Consultatif International de l'Optical Society of America. En 2010 Brito Cruz fut membre du comité spécial des 12 formé par l'Inter Academy Conseil, à la demande du secrétaire général des Nations unies, pour examiner les procédures du GIEC.
Brito Cruz a donné le discours liminaire à un événement de 2012 au Woodrow Wilson International Center for Scholars à Washington, DC. Il a fait valoir que le Brésil n'a pas seulement besoin de niveaux de financement de la recherche universitaire plus élevés, mais aussi de plus d'institutions consacrées à l'enseignement supérieur et la recherche, et de plus de chercheurs. Par million d'habitants, le Brésil n'a qu'un quart du nombre de chercheurs de l'Espagne, et un huitième du nombre de la Corée du Sud. Il a suggéré que la création de nouvelles universités financées par une collaboration entre les états et l'état fédéral brésilien pourrait produire des établissements, qui comptent parmi les cent meilleurs dans le monde en dix ans et pourrait créer des débouchés pour les plus jeunes chercheurs, en contribuant au développement de la science et de la technologie au Brésil.”
En 2012, il a donné une conférence plénière à la conférence sur l'Optique et la Photonique en Amérique Latine (LAOP) à São Sebastião, Brésil. Son sujet fut « la Science et la Technologie au Brésil. » La même année, il s'est rendu à Madrid, dans un effort pour promouvoir la collaboration entre les scientifiques et les professeurs de sciences au Brésil et en Espagne.

## Honneurs et récompenses
En 1983, il remporte le Prêmio UNICAMP de Incentivo à Pesquisa (UNICAMP Prix d'encouragement de la recherche) délivré par le Conselho Nacional de Desenvolvimento Científico e Tecnológico. En 1998, il a reçu le Prêmio Zeferino Vaz de l'UNICAMP.
Il a reçu la Grã-Cruz da Ordem Nacional do Mérito Científico (grand-croix de l'ordre national du Mérite scientifique), présenté par le président de la République du Brésil, en l'an 2000.
En 2004, il a remporté le Prêmio de Ciência e Cultura (Prix de la science et de la culture) de la Fondation Conrad Wessel, et la Prêmio Personalidades da Tecnologia du Sindicato dos Engenheiros do Estado de São Paulo (Association des ingénieurs du São Paulo).
En 2011, il a été élu membre de l'Académie des sciences pour le monde en développement.

## Sélection de publications
Brito Cruz a écrit, seul ou en collaboration, plus de 100 articles scientifiques et présentations de la conférence. Il a supervisé plus de onze thèses de doctorat (deux en co-tutelle) et dix maîtrises.
- MIRANDA, R. S., JACOBOVITZ, G. R., BRITO CRUZ, C. H. et SCARPARO, M. 1986 . Positifs et négatifs chant des impulsions laser courtes que 100 fsec. dans un absorbant saturable. Optics Letters. vol. 11, p. 224.
- FOURCHE, R. L., BRITO CRUZ, C. H., BECKER, P. C. et de la TIGE, C. V. 1987 . La Compression des impulsions optiques à six impulsions femtosecondes par l'aide de cubes de compensation de phase. Optics Letters. vol. 12, p. 483.
- BRITO CRUZ, C. H. GORDON, J. P., BECKER, C. P., FOURCHE, R. L. et de la TIGE, C. V. 1988. La dynamique spectrale de la gravure de trou. IEEE Journal of Quantum Electronics. vol. QE-24, p. 261.
- MATHIES, R. A., BRITO CRUZ, C. H., POLLARD, W. T. et de la TIGE, C. V. 1988 . L'observation directe de la femtoseconde de l'état excité cis-trans isomérisation dans bacterio la rhodopsine. La Science. vol. 240, p. 777.
- DE OLIVEIRA, C. R. M., DE PAULA, A. M., PLENTZ FILHO, F. O., MEDEIROS NETO, J. A., BARBOSA, L. C., ALVES, O. L., MENEZES, E. A., RIOS, J. M. M., FRAGNITO, H. L., BRITO CRUZ, C. H. et CÉSAR, C. L. 1995 . Le sondage de la boîte quantique de la distribution de taille en CdTe dopés par des lunettes par spectroscopie d'excitation de photoluminescence. Appliquée de la Physique des Lettres. vol. 66, p. De 439 441.
- TSUDA, S. et BRITO CRUZ, C. H. 1996 . Femtoseconde de la dynamique de l'AC Stark effet dans le semi-conducteur dopé de verre. Appliquée de la Physique des Lettres. vol. 68, p. 1093 – 1095.

En plus de ses articles scientifiques, de Brito Cruz a écrit un grand nombre d'articles pour le grand public, sur des thèmes tels que la nécessité d'améliorer l'enseignement supérieur brésilien et de l'importance d'améliorer les relations de la recherche-développement entre les entreprises et les universités. Ces articles ont paru dans O Estado de S. Paulo, Folha de S. Paulo, Correio Populaires, et d'autres journaux et magazines.

## Divers
En plus du portugais, Brito Cruz est à l'aise en anglais et en italien, et il a également une certaine aisance en français et en espagnol.